# سامسنیت وانکوترتانا
سامسنیت وانکوترتانا (لائو: ເຈົ້າສົມສນິດ ວົງກົຕຣັຕນະ؛ ۱۹ آوریل ۱۹۱۳ – ۱۹۷۵) سیاستمدار اهل لائوس بود. وی از ۳ ژوئن ۱۹۶۰ تا ۱۵ اوت ۱۹۶۰ نخست‌وزیر این کشور بود.
سامسنیت وانکوترتانا در سال ۱۹۷۵، در سن ۶۲ سالگی درگذشت.